# رناتو آکانفورا
رناتو آکانفورا (انگلیسی: Renato Acanfora؛ زادهٔ ۲۳ ژوئیهٔ ۱۹۵۷) بازیکن فوتبال اهل ایتالیا است.
از باشگاه‌هایی که در آن بازی کرده‌است می‌توان به باشگاه فوتبال اینتر میلان و باشگاه فوتبال مونتسا اشاره کرد.